# Condado de Marengo
O Condado de Marengo é um dos 67 condados do estado norte-americano do Alabama. De acordo com o censo de 2022, sua população é de 18.745 habitantes. A sede do condado é Linden e a maior cidade é Demopolis. O condado foi fundado em 1818 e recebeu o seu nome em homenagem aos combatentes na batalha de Marengo, que se travou perto de Turim, norte da Itália, na qual os franceses derrotaram os austríacos em 14 de junho de 1800.

## História
O condado foi estabelecido pela legislatura do Território do Alabama em 6 de fevereiro de 1818, a partir de terras cedidas pelos Choctaws, nos termos do Tratado de Fort Stephens, em 24 de outubro de 1816. Tal como as outras quatro "tribos civilizadas", com o decurso do tempo os choctaw também se sujeitaram à remoção para terras ao oeste do rio Mississippi, conduzida pelo governo federal.
O condado foi renomeado para comemorar a vitória de Napoleão sobre o exército austríaco, na Batalha de Marengo, em 14 de junho de 1800. O nome foi escolhido em honra a seus primeiros colonos, bonapartistas exilados após a queda de Napoleão. Em 1817, alguns franceses colonizaram a região de Demopolis. Eles tentaram estabelecer a Vine and Olive Colony. Outros franceses étnicos a colonizar a região provinham da colônia de Saint-Domingue, onde escravos africanos e libertos derrotaram as tropas napoleônicas e os colonos, declarando em 1804 a independência e a fundação do Haiti.
A sede era originalmente conhecida como Cidade de Marengo (Town of Marengo), porém teve seu nome alterado para Linden em 1823. Linden é uma abreviação de Hohenlinden, plano de fundo da Batalha de Hohenlinden, uma das vitórias francesas na Baviera, em 3 de dezembro de 1800, durante a campanha de Napoleão.

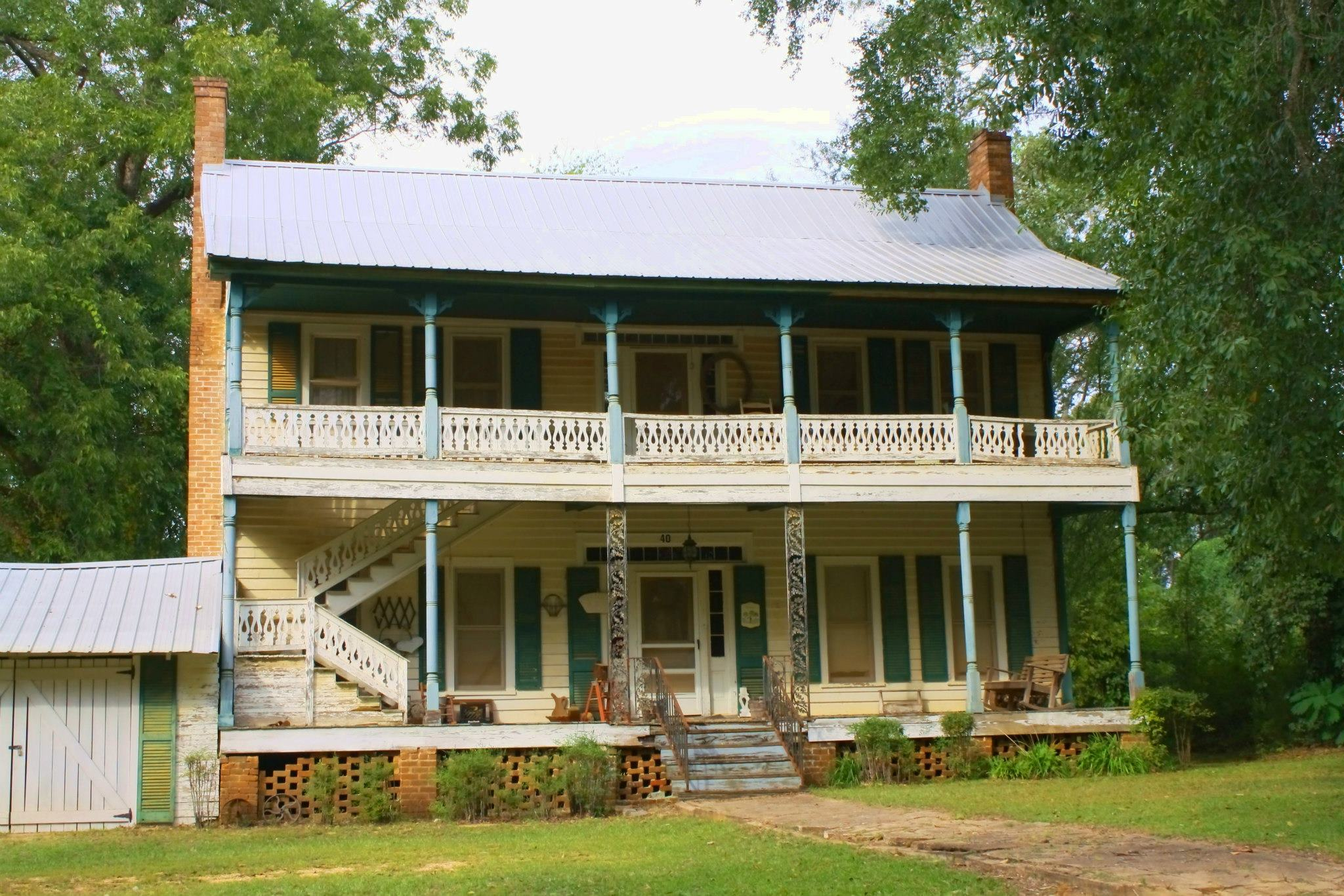
Barney's Upper Place, uma I-house em Putnam, construída em 1833.

Situado na região do Black Belt do Alabama e possuindo um solo naturalmente rico, o condado se desenvolveu em torno das plantations de algodão, dependendo de uma grande quantia de trabalho escravo. Os escravos compreendiam a maioria da população do condado décadas antes da Guerra de Secessão. Em 1860, a população consistia em 24.409 escravos, 6761 brancos livres (inclusos 944 senhores de escravos), e um liberto, totalizando 31.171 habitantes. Nesse período haviam 778 fazendas e plantations no condado.Após a Guerra Civil, a economia continuou alicerçada na agricultura. Na transição para o trabalho livre, muitos libertos se tornaram meeiros ou inquilinos em parceria rural como meio de alcançar certa independência.

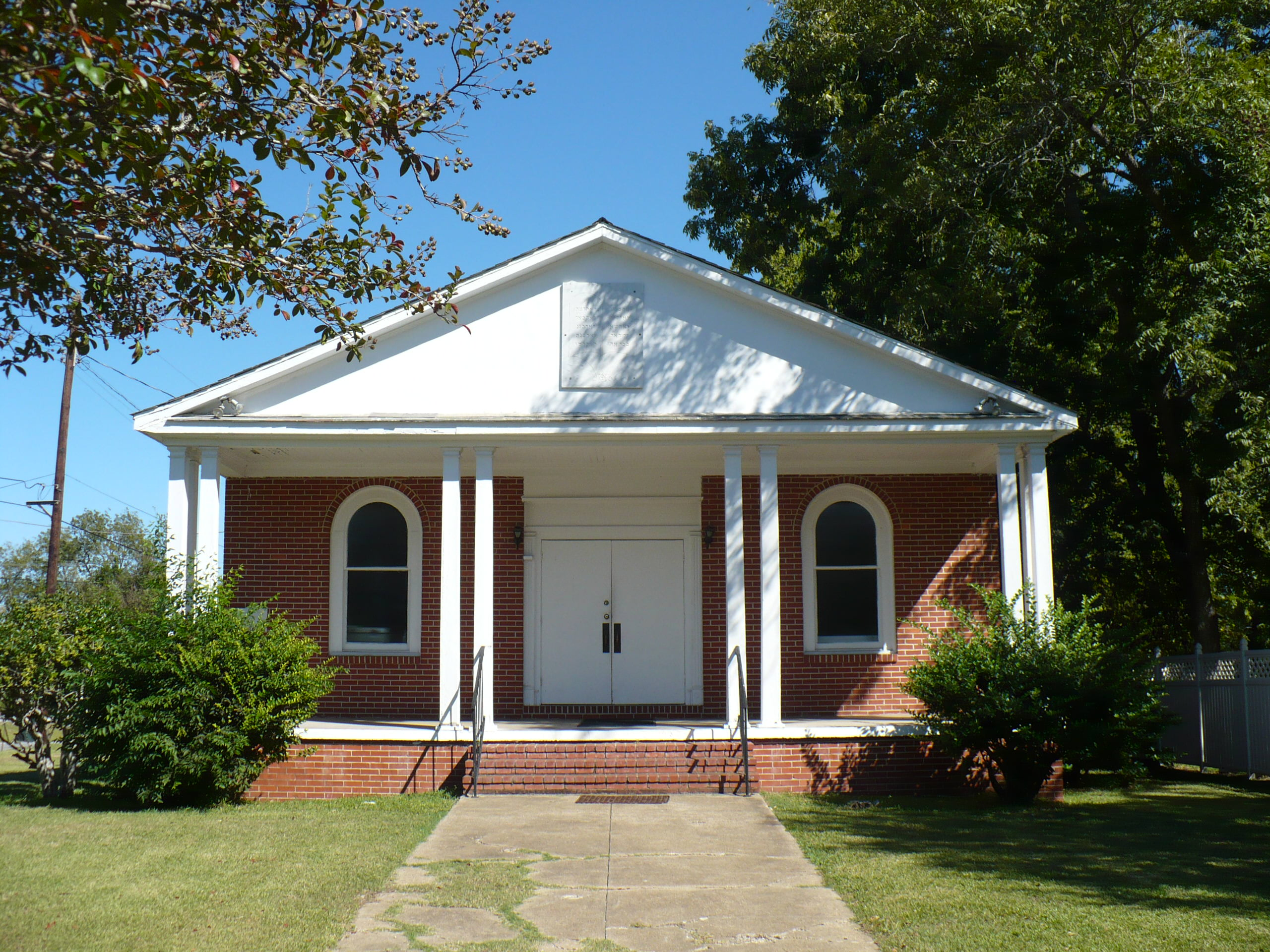
A antiga sinagoga em 2010

A quarta congregação judaica mais antiga do Alabama, B'nai Jeshurun, foi estabelecida em Demopolis, no ano de 1858, por migrantes de outras cidades do Sul.
A população diminuiu rapidamente durante e após a Segunda Guerra Mundial, período em que pessoas abandonaram as fazendas, em busca de empregos no setor  manufatureiro em outras localidades, atraídas principalmente pelo crescimento da indústria de defesa na Costa Oeste durante os tempos de guerra, mas ainda no contexto da Grande Migração (1910-1970). Entre 1940 e 1970, cerca de cinco milhões de afro-americanos saíram do Alabama e de outros estados do Sul, buscando condições de vida melhores  do que aquelas vigentes sob o regime de opressão e privação de direitos instituído pelas  leis Jim Crow.
A maior parte dos antigos campos de algodão foi gradualmente convertida em pastos para o gado bovino e equino ou destinada a silvicultura para a produção de madeira e papel ou, ainda, transformada em lagos artificiais para a criação de bagres. Em 1960, a indústria começou a chegar à região. A força de trabalho foi empregada em serrarias, na indústria papeleira  e na  indústria química.
Houve incêndios na corte do condado em 1848 e 1965.

## Geografia

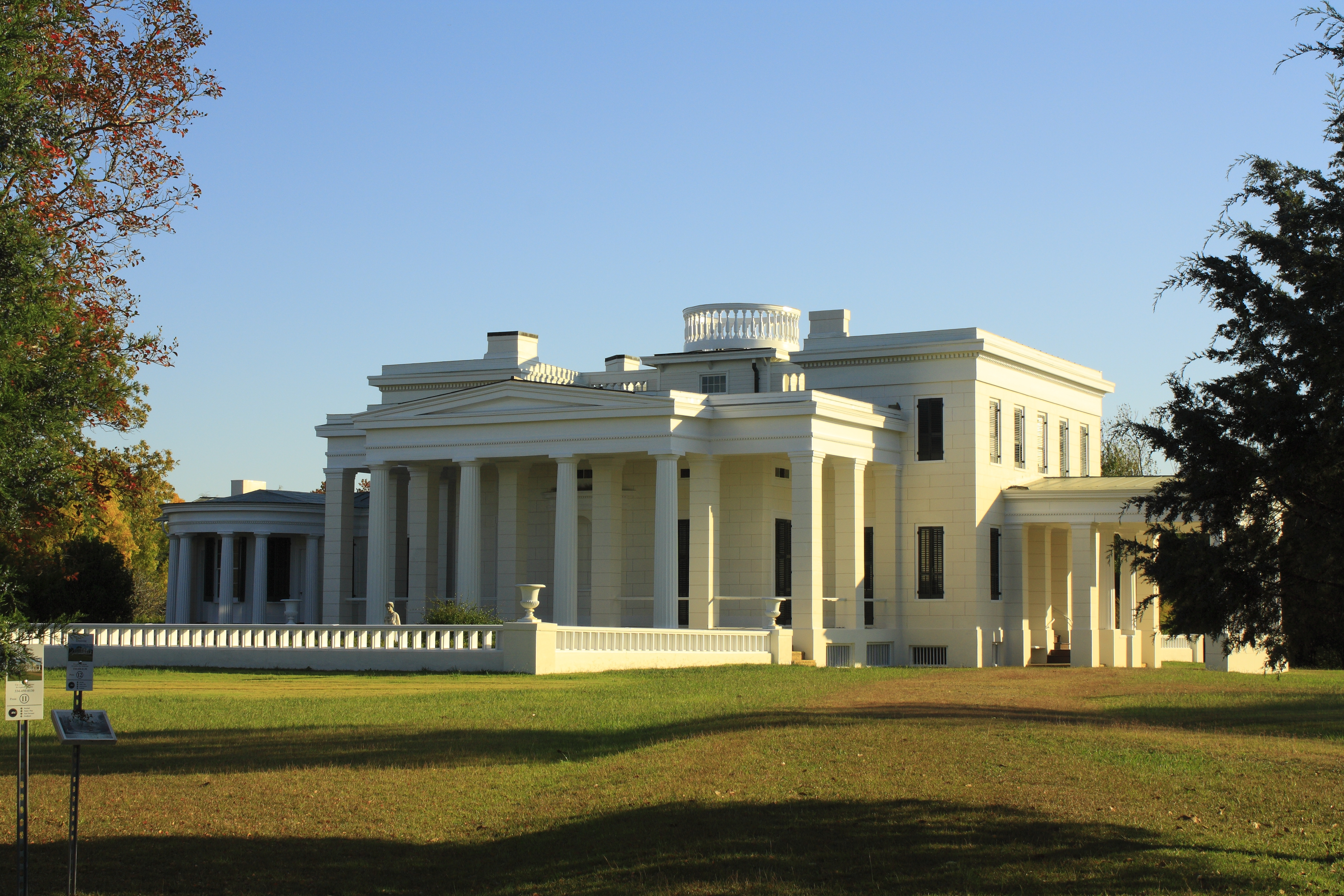
Gaineswood (construída entre 1843 - 1861), um Marco Histórico Nacional, em Demopolis.

De acordo com o censo, sua área total é de 2550 km², destes sendo 2530 km² de terra e 20 km² de água. Toda a borda ocidental do condado é formada pelo rio Tombigbee.

### Condados adjacentes
- Condado de Hale, norte
- Condado de Perry, nordeste
- Condado de Dallas, leste
- Condado de Wilcox, sudeste
- Condado de Clarke, sul
- Condado de Choctaw, sudoeste
- Condado de Sumter, noroeste
- Condado de Greene, norte-noroeste

## Transportes

### Principais rodovias
- U.S. Highway 43
- U.S. Highway 80
- State Route 5
- State Route 10
- State Route 25
- State Route 28
- State Route 69

## Demografia
De acordo com o censo de 2022:
- População total: 18.745
- Densidade: 7,5 hab/km²
- Residências: 9.863
- Famílias: 7.248
- Composição da população:
  - Brancos: 46,5%
  - Negros: 51,6%
  - Nativos americanos e do Alaska: 0,3%
  - Asiáticos: 0,4%
  - Nativos havaianos e outros ilhotas do Pacífico: 0,2%
  - Duas ou mais raças: 1,1%
  - Hispânicos ou latinos: 3%

## Comunidades

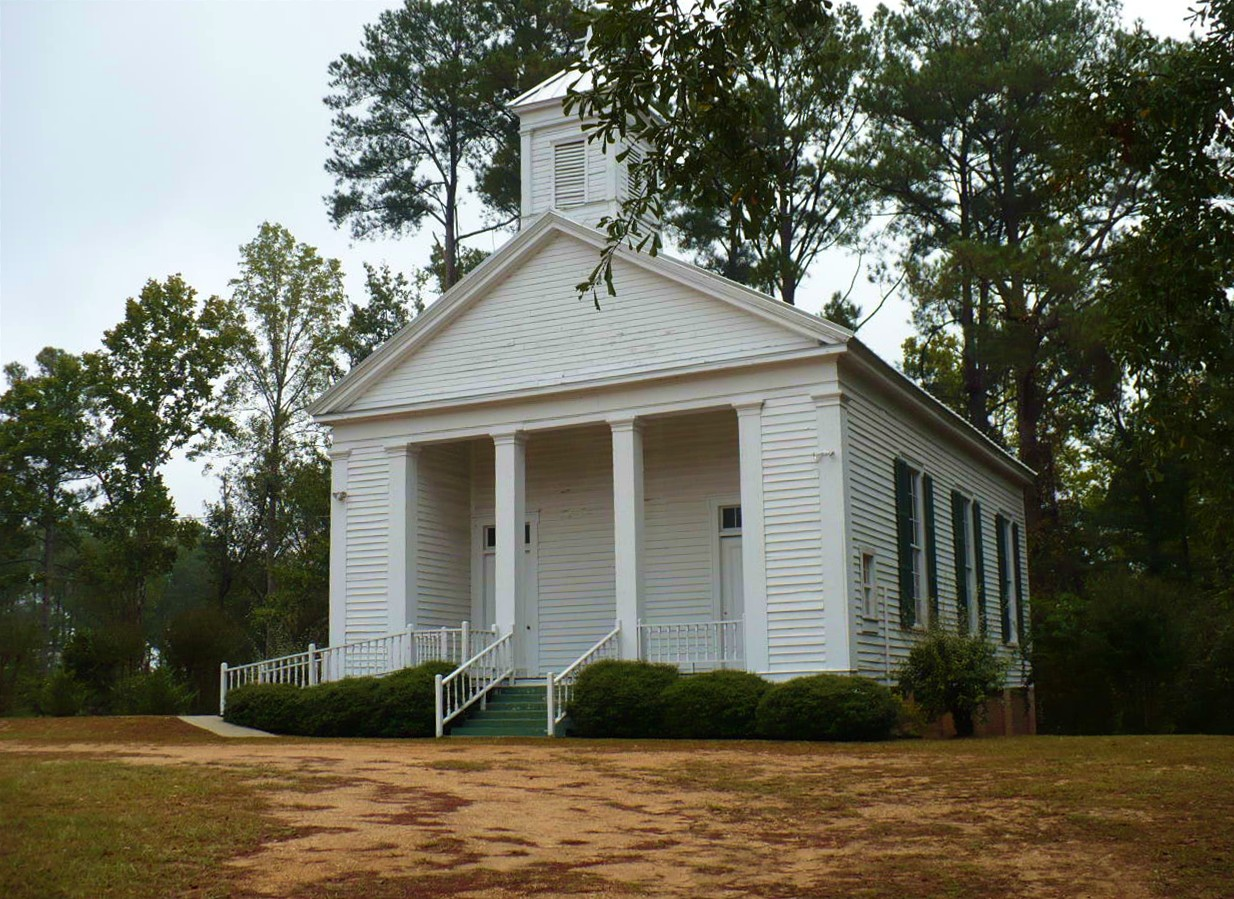
Igreja metodista de Jefferson (construída em 1856)

### Cidades

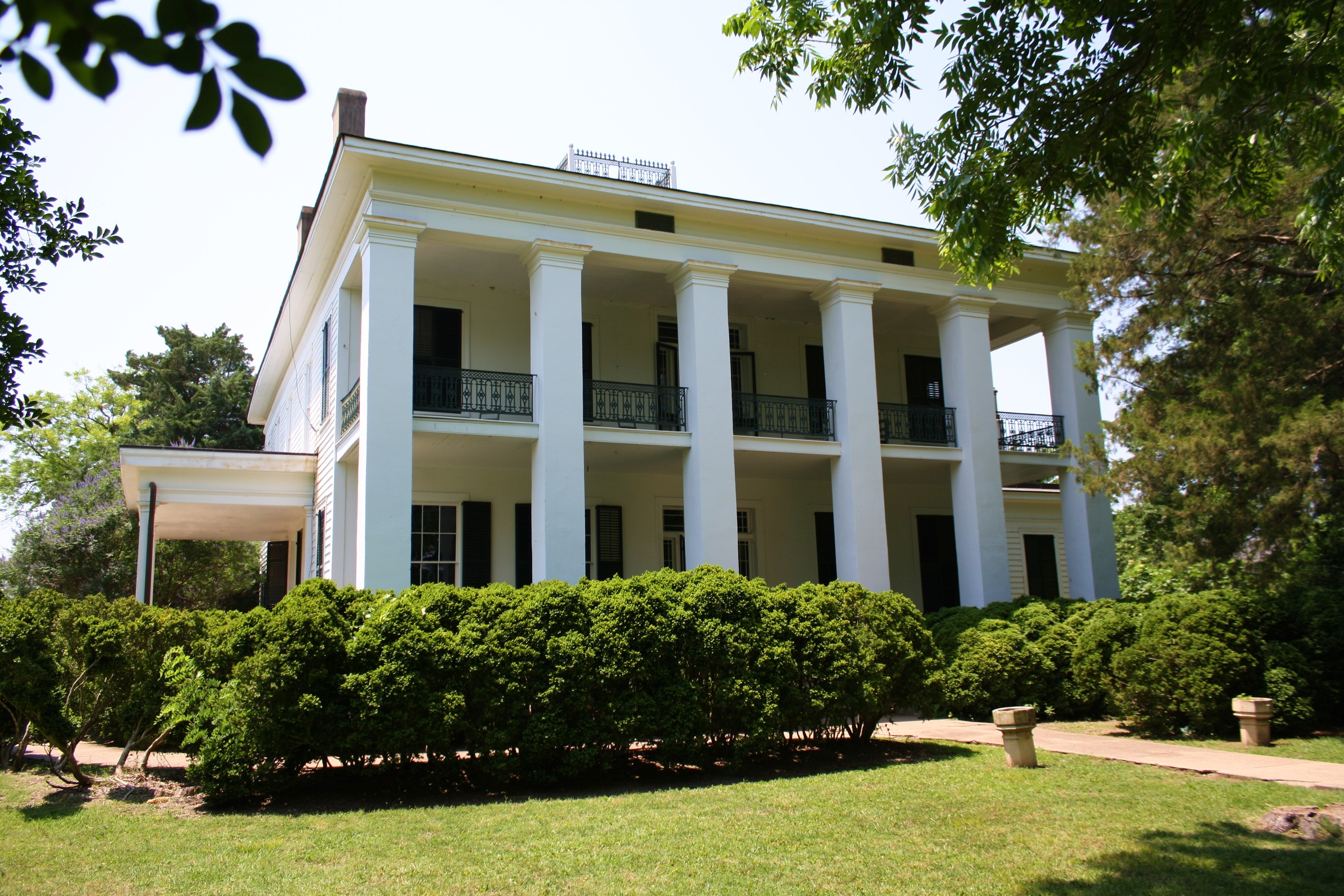
Lyon Hall (construída em 1853), em Demopolis. Está inscrita no Registro Nacional de Lugares Históricos.

- Demopolis
- Linden (sede)

### Vilas
- Dayton
- Faunsdale
- Myrtlewood
- Providence
- Sweet Water
- Thomaston

### Áreas censitárias

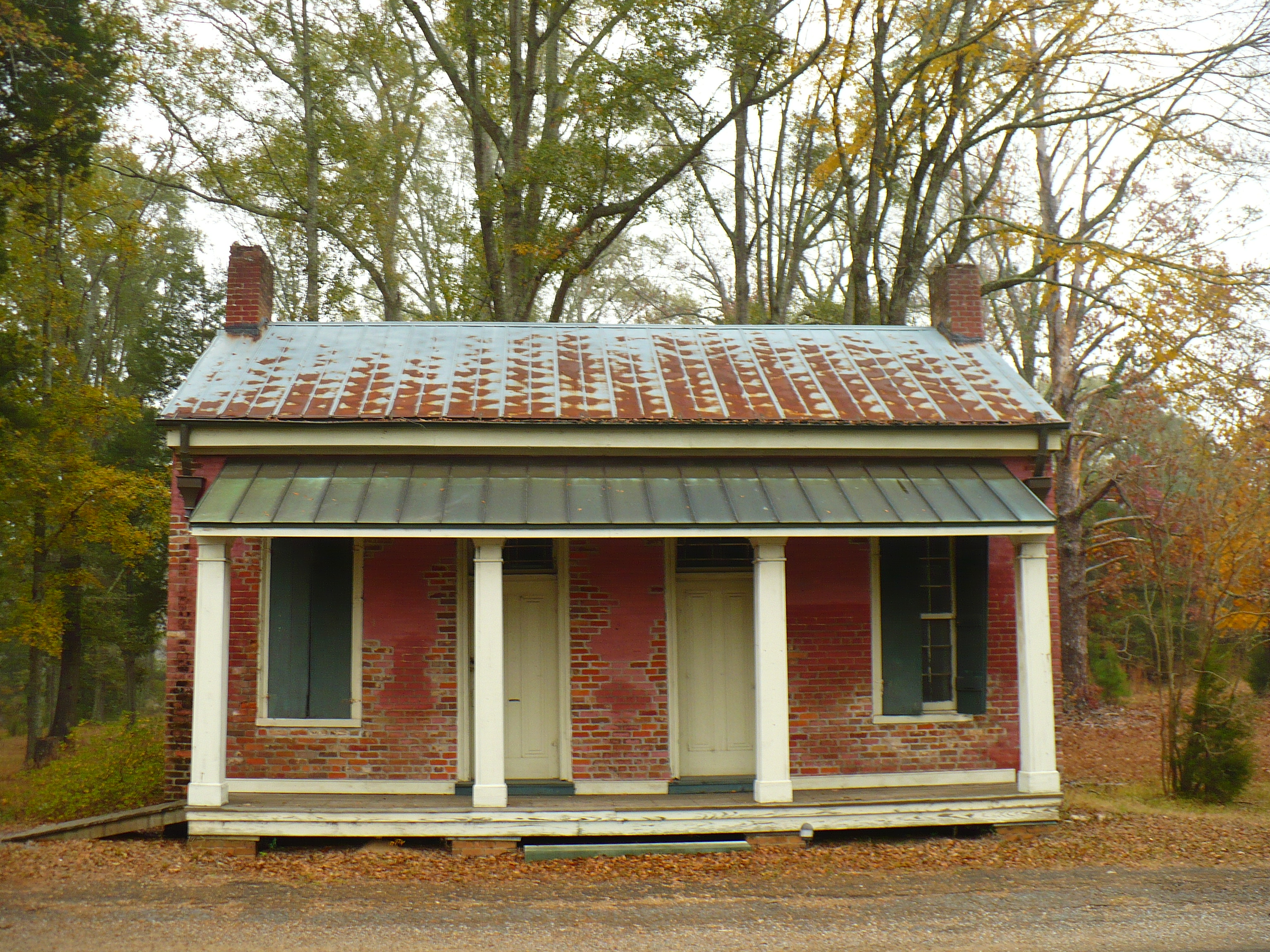
Boddie Law Office - Town Hall (construído em 1858), em Dayton. Inscrito nos Registros de Marcos Históricos e Patrimônio do Alabama.

- Nanafalia
- Putnam

### Comunidades não-incorporadas
- Aimwell
- Alfafa
- Beaver Creek
- Clayhill
- Consul
- Coxheath
- Dixons Mills
- Exmoor
- Half Acre
- Half Chance
- Hampden
- Hoboken
- Hugo
- Jefferson
- Lasca
- McKinley
- Magnolia
- Marengo
- Moores Valley
- Moscow
- Nicholsville
- Octagon
- Old Spring Hill
- Pin Hook
- Pope
- Rembert
- Salt Well
- Shiloh
- Siddonsville
- Surginer
- Vangale
- Vineland
- Waine

### Cidade-fantasma
- Aigleville